# Philibert Simond
Pour les articles homonymes, voir Simond.
Philibert Simond, né à Rumilly dans le duché de Savoie le 7 septembre 1755, mort guillotiné à Paris, le 13 avril 1794, est un prêtre assermenté, député du Bas-Rhin à la Convention nationale. Il joue un rôle notable dans l'annexion de la Savoie par la France en 1792.

## Biographie

### Famille
Son père, Louis Simond (1720-1780), est un maître-maçon originaire d'une vieille famille de Samoëns, dans la province du Faucigny, remontant au XVe siècle. Sa mère, Marie Lyannaz, est orpheline mais a hérité d'une part de la fortune de sa famille, des bourgeois installés à Rumilly, mais originaire d'un village voisin, Lornay. Ceux-ci se sont mariés en 1751. Ils ont trois enfants, Philibert et deux filles.
Louis Simond a cinq frères et sœurs dont Claude-Joseph (1714-1795), ordonné prête à Gruffy qui aura une certaine influence sur l'orientation de son neveu.

### Formation et prêtrise
Après des études au collège et deux années de théologie à Rumilly, il se rend au Grand séminaire d'Annecy où il est ordonné prêtre le 29 mai 1779. Il est ensuite nommé vicaire quelque temps au Petit-Bornand. Simond se rend à Paris poursuivre ses études de théologie, de 1779-1781. De retour en Savoie, alors possession de la maison de Savoie, il y répandit les idées nouvelles. Mis à l'épreuve par son évêque, il n'est nommé vicaire dans l'ancien village de son oncle, Gruffy, qu'en 1784.

### Exils
Considéré comme un agitateur, il fut menacé de prise de corps par le gouvernement sarde pour propagande révolutionnaire. Il dut s’enfuir à Genève puis à Strasbourg en 1790. Il y devint vicaire de l’évêque constitutionnel et membre du club des Jacobins et se fit remarquer par sa critique véhémente des autorités locales. Il réclamait la destitution du maire de Strasbourg Philippe-Frédéric de Dietrich. Lassées par ses excès oratoires, les autorités l’invitèrent à quitter Strasbourg, mais il vint se plaindre aux Jacobins à Paris. Résultat : le Conseil général de la commune fut suspendu. Philibert Simond fit un retour triomphal dans cette ville. Dès décembre 1791, il prit vigoureusement parti au côté de Robespierre contre le bellicisme girondin. Le 26 mars 1792 il le soutient lorsque dans un ultime discours au club des jacobins  contre la guerre, l'incorruptible est attaqué par Guadet, sur l'utilisation du mot "providence". Le 20 avril 1792, jour de la déclaration de guerre, Simond prophétisa même au club des jacobins une catastrophe démographique.

### Période révolutionnaire
Élu, le 8 septembre 1792, le neuvième et dernier, député du Bas-Rhin à la Convention nationale, il prit place sur les bancs Montagnards. Il devint suppléant au Comité de la guerre.
Après l’annexion de la Savoie, le 27 novembre 1792, il fut envoyé avec Marie-Jean Hérault de Séchelles, l’abbé Henri Grégoire et Grégoire Jagot dans cette province pour y organiser le département du Mont-Blanc.
Absent lors du jugement de Louis XVI, il ne prit pas part aux suffrages. Désireux de ne pas profiter de son absence pour se  défiler il se prononça sur le sujet avec ses trois collègues deux fois par lettre le 13 janvier 1793 : auprès de la Convention "pour la condamnation de Louis Capet sans appel au peuple" puis auprès de son collègue montagnard, Jeanbon Saint-André, afin de dissiper l'ambigüité du simple mot "condamnation" pour la mort de Louis sans appel au peuple (souligné dans le texte). La lettre fut publiée par Jeanbon dans le Créole Patriote de Claude Milscent, le 28 janvier 1793 matin. En février, l'équipe se scinda et il resta en Savoie avec son ami Hérault de Séchelles pendant que Grégoire et Jagot allaient dans les Alpes-Maritimes. Le 13 avril 1793, il était toujours absent lors du vote relatif à la mise en accusation de Marat mais ici ne donna pas d'avis écrit. Rentré à Paris, il s’attaqua farouchement aux Girondins, traitant, le 23 mai, Isnard, qui présidait, de contre-révolutionnaire, et, le 28 mai, il s’opposa au rapport du décret qui, la veille, avait cassé la commission des Douze. Le 31 mai, il fut un des agents les plus actifs de la chute des Girondins. Le 22 juillet, il soutint la motion de Basire, demandant la mise en état d’arrestation du général Custine.
En août 1793, il fut envoyé à l’armée des Alpes avec Dumaz à la suite de l’invasion de sa province par les troupes piémontaises.
Rentré en novembre, ses relations avec Hérault de Séchelles et Danton, avec lequel il lança des appels à la modération, le rendirent suspect. Dans son fameux discours de janvier 1794 « sur les crimes du gouvernement anglais », il accusait le gouvernement Pitt, partisan de la guerre à outrance – les dépenses pour la poursuite de la guerre venaient d’être votées à Londres – d’avoir des émissaires cachés à Paris dans les cercles rapprochés du pouvoir. Barère de Vieuzac avait du mal à faire oublier qu’il avait eu des liens avec Brissot et les Orléanistes, et il se sentit évidemment visé.
Simond demanda, en vain, le renouvellement du Comité de salut public et le départ de Barère de Vieuzac, son rapporteur inamovible et membre le plus ancien. C’en était trop et Simond dut se défendre au club des Jacobins de manœuvres contre-révolutionnaires dont l’accusèrent bruyamment les Exagérés à la demande de Collot d’Herbois et autres suiveurs de Barère. Ponctuellement, début février 1794, tous les courants de la Montagne tombèrent d'accord pour  voter l'abolition de l'esclavage des Noirs. Le 16 pluviôse an II- 4 février 1794, le soir, il participe avec enthousiasme au nom de l'Égalité avec Momoro et Maure aux débats de la séance du club des jacobins, censée prolonger la célèbre séance de la journée à la Convention. Il y est question des procédures d'admission des trois nouveaux députés montagnards de Saint-Domingue, Dufay, Mills et Belley. Alors que Momoro souhaitait exceptionnellement l'admission spontanée, Maure et Simond souhaitaient le maintien de la procédure réglementaire : être présenté par trois bons montagnards. Une visite à la prison à un prévenu d’émigration fut, pour le Comité de salut public, l’occasion de le faire arrêter comme complice de Danton, qui venait d’être cité dans le rapport – fort incomplet et parfois inexact – de Saint-Just sur les agents de l’étranger, mais immédiatement exploité par les Exagérés.
Philibert Simond fut enfermé à la prison du Luxembourg, mais ne fut pas jugé avec les Dantonistes, comme on pouvait s’y attendre. Il fut englobé dans une conspiration des prisons forgée de toutes pièces – la première d’une longue série préparée chaque fois par le Comité de sûreté générale, et dont le but était de permettre d’éluder les vraies raisons de la présence des accusés au Tribunal. Chargé par de faux témoignages selon lesquels avec Arthur Dillon et  Lucile Desmoulins ils avaient monté un complot dans la prison, Simond fut condamné à mort le 23 germinal an II. Il n’eut pas le loisir de contre-attaquer et de s’étendre sur ce qu’il avait à dire sur Barère, un danger que ne voulait pas courir l’Anacréon de la guillotine : il fut exécuté, le lendemain, en même temps que Pierre-Gaspard Chaumette, Jean-Baptiste Gobel, la veuve d'Hébert, le général Arthur Dillon, Lucile Desmoulins et 23 autres condamnés. En tout, cette troisième fournée du « drame de  germinal » fera 29 victimes.

## Œuvres
- Discours sur la situation politique de l’Empire français (30 avril 1792)
- Discours sur les crimes du gouvernement anglais contre le peuple français (24 nivôse an II)